# James Brothers
De James Brothers was een Duits duo bestaande uit de Peter Kraus en Jörg Maria Berg, die successen boekten aan het eind van de jaren 1950 en het begin van de jaren 1960.

## Carrière
In 1958 opperde muziekproducent Gerhard Mendelson van het platenlabel Polydor het idee om een duo te vormen met de eerder succesvolle zanger Peter Kraus en de Oostenrijkse zanger Jörg Maria Berg. Vooreerst stelde Kraus zijn collega Udo Jürgens voor als partner, die bij het platenlabel Heliodor reeds enkele nummers op de markt had gebracht. Berg was eerder actief als solozanger en als lid van Die Blauen Jungs en de Montecarlos.
De eerste single onder de naam James Brothers ontstond in 1958. In hetzelfde jaar kwam het covernummer Wenn (The Kalin Twins) uit, dat meteen een notering kreeg in de Duitse hitlijst. Het concept van de producent toonde rendement, want tot 1962 werden in totaal 13 singles verkocht. Naast coverversies bestond het repertoire ook uit composities van de componisten Werner Scharfenberger en Erwin Halletz, die samen met Johannes Fehring de leiding hadden over het begeleidingsorkest. In 1959 was het duo ook te bewonderen in de muziekfilm Melodie und Rhythmus met de nummers Cowboy Billy en Sensationell. Ze gingen met succes op tournee en traden op met Louis Armstrong, Ernie Bieler, Max Greger, Ted Herold, Lolita en Dany Mann.
Na 1960 probeerde Jörg Maria Berg het op de solotoer, maar Peter Kraus had meer succes. Het succes van de James Brothers liet na, waardoor het contract van Berg niet meer werd verlengd. In februari 1962 was hun laatste gezamenlijke opname Hüh-a-hoh, alter Schimmel, die echter niet werd uitgebracht. Op de laatste single, uitgebracht in 1963, fungeerde de zangeres Gina Dobra als duetpartner van Peter Kraus. Het nummer Hätt ich einen Hammer (cover Trini Lopez) werd uiteindelijk een flop. Het jongere publiek gaf liever de voorkeur aan het Engelstalige materiaal van de opkomende beatgolf. De hits van de James Brothers werden in 1981 weer uitgebracht op lp. De complete studio-opnamen van het duo verschenen in 1989/1990 en 1996 op cd.

## Discografie

### Singles A- en B-kant
- 1958: Wenn / Oh, Veronika
- 1958: Die jungen Jahre / Wenn du heute ausgehst
- 1959: Das ist prima / O.K. (Okay, okay)
- 1959: Cowboy Billy / Sensationell
- 1959: Auf Wiederseh'n und laß dir's gut ergehen / Genau wie du
- 1960: Rote Rosen / Ein Haus in Tennessee
- 1960: Blue River / Chérie, Chérie
- 1960: Cowboy Jenny / Rosemarie
- 1960: Sie hat so wunderschöne Augen / Tiger-Lilly
- 1961: Morgen bist du alle Sorgen los / Wie eine kleine Lady
- 1961: Beim Candlelight / Rosy, oh Rosy
- 1961: Ich hab' mich so an dich gewöhnt / Hanna aus Havanna
- 1961: Komm wieder / Holiday Lady
- 1963: Hätt' ich einen Hammer / Ricky-Ticky-Teeny-Weeny-Twist-Express (& Gina Dobra)

### Ep's
- 1958: Die James Brothers (Wenn / Oh, Veronika / Wenn du heute ausgehst / Die jungen Jahre)
- 1959: Teenager-Hitparade mit den James Brothers (Cowboy-Billy / Wenn / O.K. (Okay, okay) / Sensationell)
- 1959: James Brothers (Cowboy Billy / Sensationell / Genau wie du / Auf Wiederseh’n und laß dir’s gut ergehen)

### Lp's
- 1981: Wenn (Bear Family Records)

### Cd's
- 1989: Peter Kraus: Die Singles 1958–1959 (Bear Family Records)
- 1989: Peter Kraus: Die Singles 1960 (Bear Family Records)
- 1990: Peter Kraus: Die Singles 1960–1961 (Bear Family Records)
- 1990: Peter Kraus: Die Singles 1961–1962 (Bear Family Records)
- 1990: Peter Kraus: Die Singles 1962–1963 (Bear Family Records)
- 1996: Peter Kraus: Teenagerträume, Liebeleien und Sugarbabys – Die ersten zehn Jahre (10-cd-box) (Bear Family Records)
- 2000: Schlagerbummel 1959 (live-compilatie – 2000; Bear Family Records)